# Punti più elevati delle regioni italiane

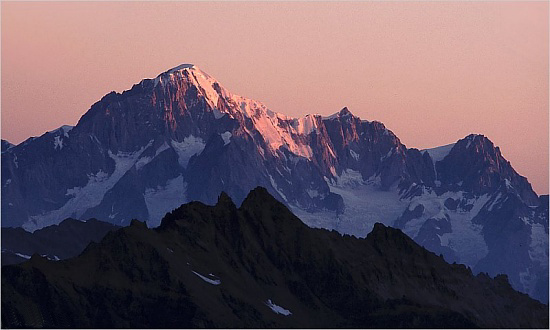
Versante italiano del Monte Bianco, punto più elevato della Valle d'Aosta e di tutta l'Italia

La presente lista dei punti più elevati delle regioni italiane presenta una tabella dei punti più elevati delle singole regioni italiane.

## Precisazioni
Si tenga presente che non sempre il punto più elevato coincide con la montagna più alta: infatti il punto più alto può essere costituito dal fianco oppure dall'anticima di una montagna che si trova in un'altra regione. 
Si osservi inoltre che non è del tutto chiaro quale sia il punto più alto dell'Italia. Infatti la storia della frontiera sul Monte Bianco è stata lunga e non ancora del tutto risolta. Sembra ormai prevalente il fatto di considerare il Monte Bianco transfrontaliero e di considerarlo come il punto più elevato dell'Italia.

## Lista
| Regione               | Punto più elevato                          | Provincia            | Altitudine |
| Valle d'Aosta         | Monte Bianco                               | Valle d'Aosta        | 4 810 m    |
| Piemonte              | Monte Rosa (Grenzgipfel)                   | Verbano-Cusio-Ossola | 4 618 m    |
| Lombardia             | Punta Perrucchetti (Massiccio del Bernina) | Sondrio              | 4 020 m    |
| Trentino-Alto Adige   | Ortles                                     | Bolzano              | 3 905 m    |
| Sicilia               | Etna                                       | Catania              | 3 403 m    |
| Veneto                | Punta Penia (Marmolada)                    | Belluno              | 3 343 m    |
| Abruzzo               | Corno Grande (Gran Sasso)                  | Teramo               | 2 912 m    |
| Friuli-Venezia Giulia | Monte Coglians                             | Udine                | 2 780 m    |
| Marche                | Monte Vettore                              | Ascoli Piceno        | 2 476 m    |
| Lazio                 | Monte Gorzano                              | Rieti                | 2 458 m    |
| Umbria                | Cima del Redentore                         | Perugia              | 2 448 m    |
| Calabria              | Serra Dolcedorme (Pollino)                 | Cosenza              | 2 267 m    |
| Basilicata            | Monte Pollino (Pollino)                    | Potenza              | 2 248 m    |
| Liguria               | Monte Saccarello                           | Imperia              | 2 201 m    |
| Molise                | Pendici sud-orientali de La Meta           | Isernia              | 2 185 m    |
| Emilia-Romagna        | Monte Cimone                               | Modena               | 2 165 m    |
| Toscana               | Monte Prado                                | Lucca                | 2 054 m    |
| Campania              | La Gallinola (Matese)                      | Caserta              | 1 923 m    |
| Sardegna              | Punta La Marmora (Gennargentu)             | Nuoro                | 1 834 m    |
| Puglia                | Monte Cornacchia                           | Foggia               | 1 151 m    |